# Сновськ (станція)
Сновськ (до 1944 — Сновська, у 1944—2017 — Щорс) — проміжна залізнична станція 2-го класу Конотопської дирекції Південно-Західної залізниці на неелектрифікованій лінії Бахмач — Деревини між станціями Низківка (19 км) та Камка (12,5 км). Розташована в однойменному місті Корюківського району Чернігівської області.

## Історія
Станція відкрита 1874 року, під час прокладання Лібаво-Роменської залізниці. До 1944 року станція мала назву Сновська. У 1944 році станція перейменована на честь уродження міста Сновськ радянського військового діяча Миколи Щорса.
25 травня 2017 року отримала сучасну назву — Сновськ.
У березні 2022 року загинув 52-річний залізничник Микола Самойленко, який працював електромеханіком 1-ї групи району електропостачання станції Сновськ Конотопської дистанції електропостачання регіональної філії «Південно-Західна залізниця» АТ «Укрзалізниця», в результаті ворожого обстрілу у місті Сновськ. Він присвятив роботі на залізниці з 1988 року. Займав посади електрогазозварника будівельного поїзда, стрілка відділу воєнізованої охорони, електромонтера з ремонту повітряних ліній електропередач району електропостачання станції, а з грудня 2018 року — електромеханік 1-ї групи району електропостачання станції Сновськ Конотопської дистанції електропостачання.

## Загальні відомості
Станція складається з 11 служб, однією з найбільших серед них є локомотивне депо. На станції діяв до російського вторгнення в Україну пункт контролю, оскільки будь-яке залізничне сполучення з Білоруссю припинено.

## Пасажирське сполучення
Приміське сполучення по станції здійснюється поїздами Сновськ — Бахмач та Сновськ — Городня.
До березня 2020 року курсували поїзди далекого сполучення:
- № 100/99 Мінськ — Запоріжжя (через день, в літній період до станції Новоолексіївка — щоденно);
- регіональний поїзд № 856/855 Сновськ — Гомель (щосуботи та неділі)[3].

## Галерея

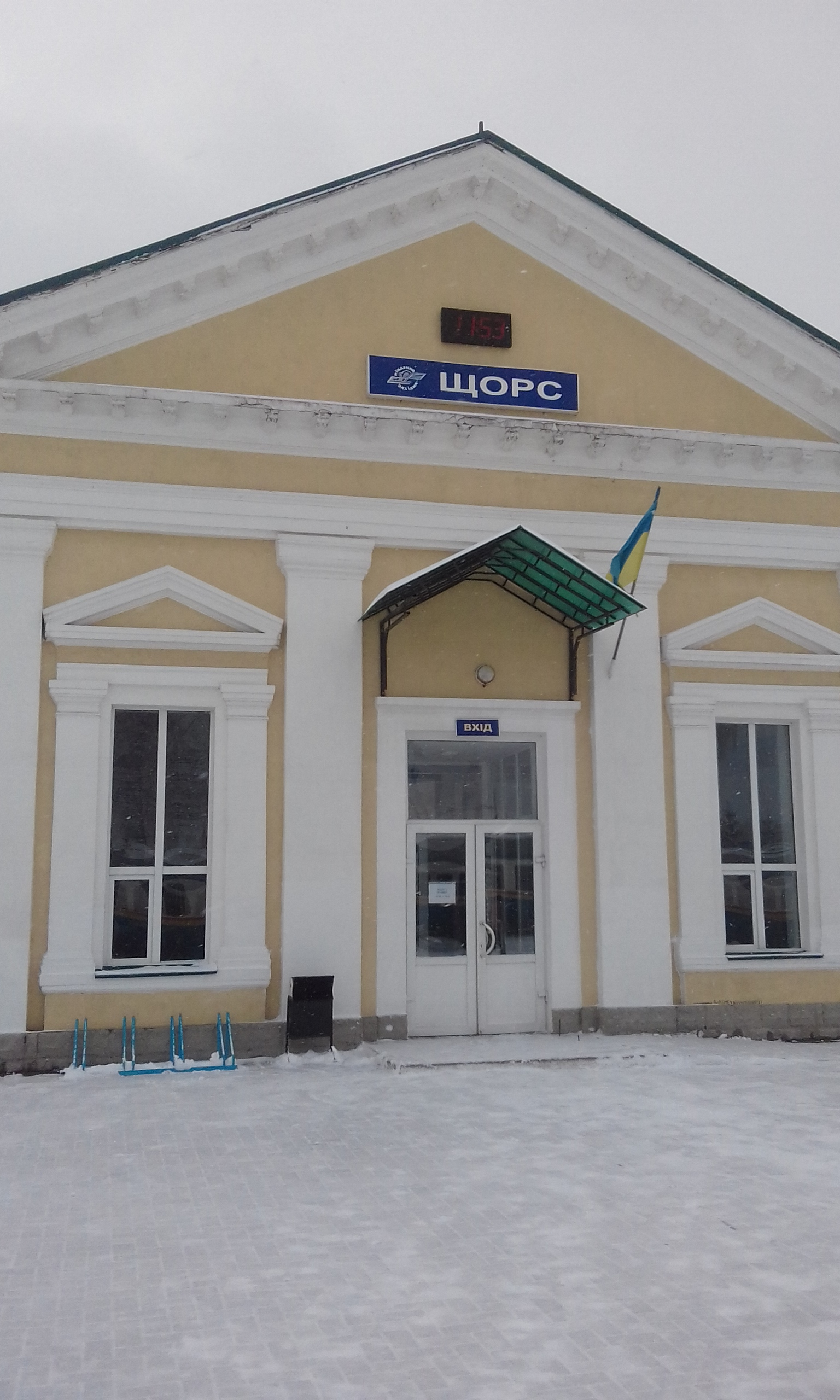
Вокзал станції Сновськ
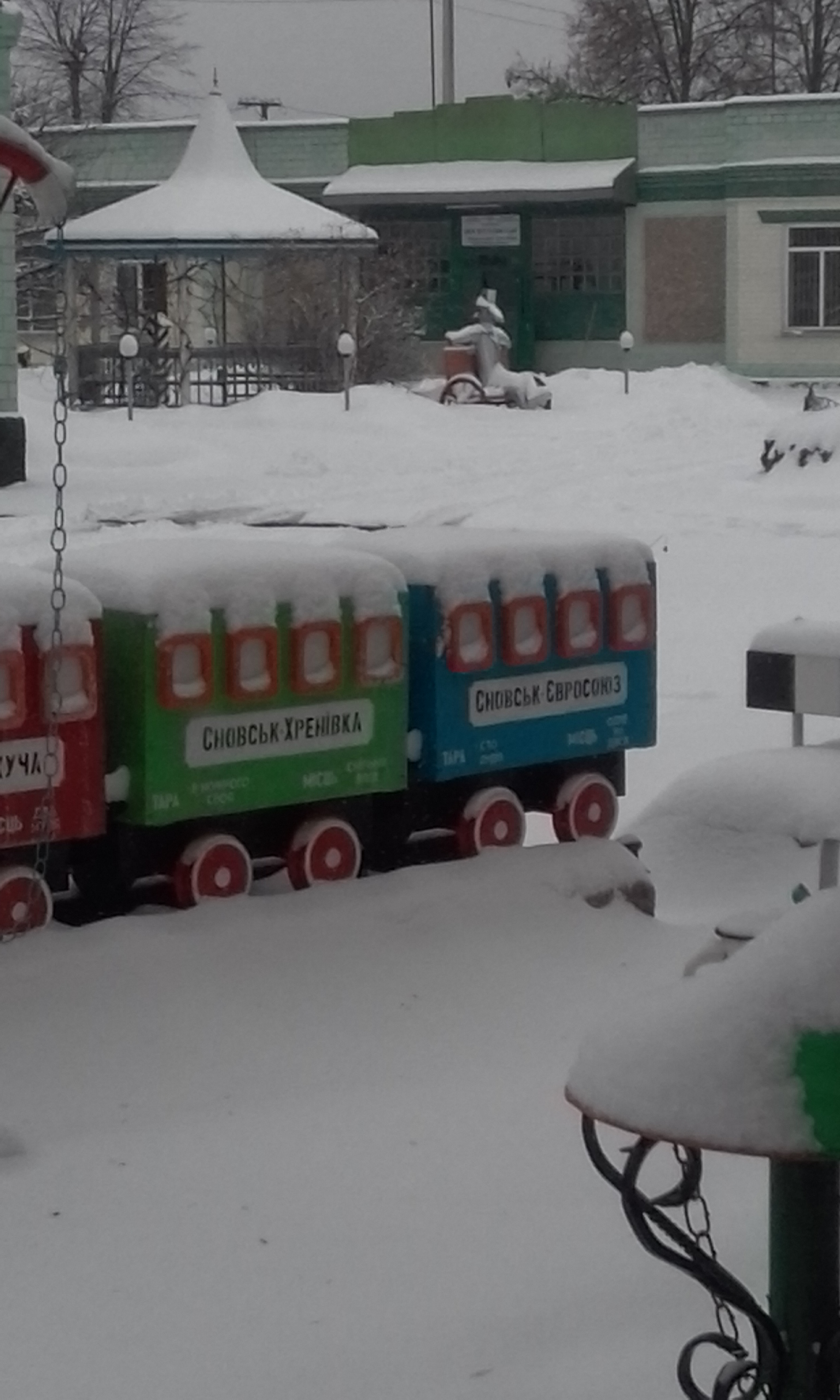
Поїзд Сновськ — Євросоюз у локомотивному депо
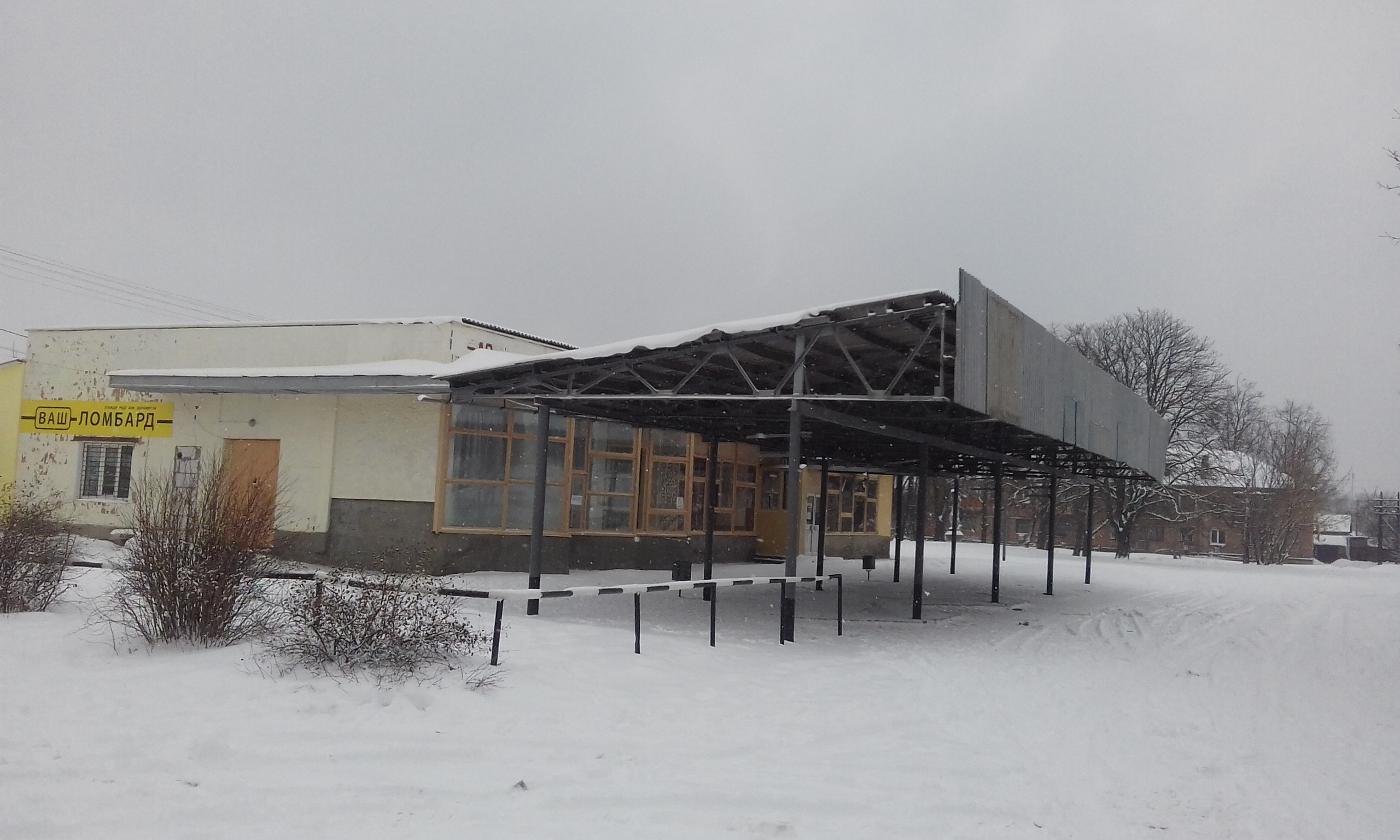
Автостанція міста Сновськ